# Confederación Nacional de Excombatientes
La Confederación Nacional de Excombatientes (CNE), de nombre oficial Confederación Nacional de Hermandad y Asociaciones de Excombatientes, era una organización política española fundada en el tardofranquismo, noviembre de 1974, dentro de la estrategia del Búnker de estructurar un amplio movimiento político destinado a sostener el régimen franquista más allá de la muerte del dictador que sucederá un año más tarde. Dejó de existir en 2011.

## Historia

### Fundación
Desde el final de la Guerra civil diversos organismos y hermandades de excombatientes habían venido funcionando en el seno del régimen franquista. A comienzos de la década de 1970 se planteó la creación de una confederación que agrupase a todos los excombatientes. El 9 de junio de 1974 se aprobaron los estatutos de la nueva organización, los cuales a su vez fueron aprobados el 22 de julio de ese año por el Consejo Nacional del Movimiento. La junta gestora entró en funcionamiento en el mes de septiembre.
El núcleo fundamental de sus integrantes eran los antiguos miembros de las Hermandades de ex Combatientes territoriales, en especial de ámbito provincial, y la Hermandad Nacional de Alféreces Provisionales, Hermandad de la División Azul, la asociación de Antiguos Combatientes de los Tercios de Requetés, la Hermandad Nacional de Sargentos Provisionales, la de Caballeros Legionarios, de Marineros Voluntarios y la Hermandad de Banderas de Falange, integradas todas ellas por los militares y civiles que habían participado en la Guerra civil de 1936 a 1939 en el bando sublevado, así como elementos procedentes de otras formaciones (como los Círculos Doctrinales José Antonio).
El 16 de noviembre de 1974 la Confederación celebró una asamblea plenaria durante la cual se constituyó su junta nacional. Su primer presidente fue José Antonio Girón de Velasco, con Luis Benítez y Francisco Guinea como vicepresidentes y con Luis Valero Bermejo como secretario general. Como vocales estaban, entre otros, el teniente general Tomás García Rebull, José María Codón, Carlos Pinilla, Cándido Sáez de las Moras, Fernando Coca, Pastor Nieto o Antonio Gullón Walker.
Unos meses antes Girón de Velasco había afirmado en un artículo publicado en el diario franquista El Alcázar: 

Lo que se pretende [respecto a la denominada entonces apertura] en nombre de no se qué extraña libertad es olvidar el compromiso sagrado que contrajimos con el pueblo español quienes un día nos vimos en el deber inexcusable de empuñar las armas y vimos morir a nuestros mejores camaradas para que España siguiese viviendo. Olvidar esto, olvidar que miles de hombres jóvenes hicieron de su muerte un acto de servicio constituiría en nosotros una traición. [...] Proclamamos el derecho de esgrimir frente a las banderas rojas las banderas de esperanza y realidades que izamos el 18 de julio de 1936 aunque a ello se opongan los falsos liberales o quienes, infiltrados en la Administración o en las esferas del Poder,
sueñan con que suene vergonzante la campanilla para la liquidación en almoneda del Régimen de Francisco Franco.

En su congreso fundacional, la Confederación se presentó como:

Partimos del hecho irrevocable del 18 de julio de 1936. No somos excombatientes. Somos combatientes de España y de la revolución nacional.

### Actividad durante la transición
Durante el proceso de transición democrática destacó por sus críticas al mismo, cumpliendo el objetivo declarado en sus estatutos de pervivencia y solidez de los principios del 18 de julio (en alusión a la fecha de la sublevación armada contra la Segunda República, 18 de julio de 1936) mediante la exaltación de la guerra civil como Cruzada contra el comunismo y en defensa del catolicismo, la denuncia de aquellos políticos vinculados al franquismo que se unieron al proceso democrático, singularmente los de Alianza Popular y Unión de Centro Democrático y la organización y celebración de los actos conmemorativos más significativos de la dictadura.
En 1977, tras la aprobación de la Ley para la Reforma Política, asumió la portavocía de la Confederación Jaime Milans del Bosch, en ese momento general de división a cargo de la División Acorazada Brunete y que fue uno de los integrantes del golpe de Estado del 23 de febrero de 1981 como capitán general de la III Región Militar. Ese mismo año se coligó con otras formaciones de ultraderecha con el nombre de Alianza Nacional 18 de Julio, nombre con el que se presentaron a las primeras elecciones democráticas en 1977, desde las de 1936, con un rotundo fracaso, al obtener solo un 0,84% de sufragios, poco más de 154.000 votos. Volvieron a presentarse en otra coalición electoral en las elecciones de 1979, la «Unión Nacional», formada por la propia Confederación, Fuerza Nueva, Falange Española de las JONS, los Círculos Doctrinales José Antonio y la Agrupación de Juventudes Tradicionalistas, obteniendo 378.964 votos (un 2,11%) y un diputado por Madrid, el miembro de Fuerza Nueva Blas Piñar.
En 1980 accedió a la presidencia Juan García Carrés, antiguo dirigente del Sindicato Vertical franquista y que un año más tarde fue condenado por su participación en el golpe de Estado del 23-F. A partir de entonces la organización decayó, aunque mantiene su inscripción como formación política y en la práctica se limita a las celebraciones que tienen lugar los días 20 de noviembre en conmemoración de la muerte de Francisco Franco. Usaban con frecuencia el nombre de Confederación Nacional de Combatientes, en relación con la empresa creada Confederación de Combatientes, S.A. (CONCOMSA) para editar El Alcázar.

### Disolución
En octubre de 2011 fue publicada en algunos medios afines a la Confederación una carta, con membrete de la Confederación Nacional de Combatientes y firmada por su presidente, Antonio Vallejo, en la que se anunciaba la disolución de la misma el 4 de octubre de 2011 y la cesión de sus bienes a la Hermandad Nacional de la División Azul y a la Fundación Nacional Francisco Franco.
Finalmente hacia el año 2011 se disolvió y los pocos afiliados y dirigente que quedaban se integraron en Fundación Nacional Francisco Franco.